# Platypalpus celer
Platypalpus celer är en tvåvingeart som först beskrevs av Johann Wilhelm Meigen 1822.  Platypalpus celer ingår i släktet Platypalpus och familjen puckeldansflugor. Inga underarter finns listade i Catalogue of Life.